# Saison 1 de Mentalist
Chronologie
Saison 2
La première saison de Mentalist (The Mentalist), série télévisée américaine, est constituée de vingt-trois épisodes diffusée du 23 septembre 2008 au 19 mai 2009 sur CBS, aux États-Unis.

## Synopsis
L'équipe du California Bureau of Investigation (CBI), dirigée par Teresa Lisbon, enquête sur des crimes, avec la collaboration de Patrick Jane, consultant pour le CBI. Cependant, c'est sur le cas de John le Rouge (Red John en VO), un tueur en série qui signe toujours ses meurtres par une émoticône dessinée avec le sang de ses victimes sur les murs, que se centre leur attention. John le Rouge a tué l'épouse et la fille de Patrick Jane, qui autrefois se faisait passer pour un médium et s'était moqué du tueur. Patrick Jane dispose d'un sens très fin de la psychologie humaine et de son mental (lecture froide, hypnose…). Il ne s'agit pas d'un pouvoir car il a aussi été prestidigitateur (il use de cet art dans certains épisodes), plus précisément un mentaliste (ce qui lui vaut d'être aussi un manipulateur très efficace).

## Distribution

### Acteurs principaux
- Simon Baker (VF : Thierry Ragueneau) : Patrick Jane
- Robin Tunney (VF : Cathy Diraison) : Teresa Lisbon
- Tim Kang (VF : Stéphane Pouplard) : Kimball Cho
- Owain Yeoman (VF : Thibaut Belfodil) : Wayne Rigsby
- Amanda Righetti (VF : Stéphanie Lafforgue) : Grace Van Pelt

### Acteurs récurrents
- Gregory Itzin (VF : Michel Prud'homme) : Virgil Minelli, le chef du CBI
- JoNell Kennedy (en) : Marcia Wallace (épisodes 2 et 14 - est récurrente au fil des saisons)

### Invités
- Steven Culp (VF : Georges Caudron) : Morgan Tolliver (épisode 1)
- Tim Guinee (VF : Charles Borg) : Tag Randolph (épisode 1)
- Željko Ivanek (VF : Hervé Bellon) : Dr Linus Wagner (épisode 1)
- Jeffrey Nordling (VF : Pascal Germain) : Price Randolph (épisode 1)
- Jack Plotnick (VF : Tanguy Goasdoué) : Brett Partridge (épisode 1)
- Lana Asanin : Kelly (épisode 1)
- Mandy McMillian : Jenny (épisode 1)
- Mary Alexandra Stiefvater : Alison Randolph (épisode 1)
- Kelvin Han Yee (VF : Serge Blumenthal) : Davis (épisode 1)
- Gail O'Grady (VF : Martine Irzenski) : Juniper Randolph (épisode 1 - non créditée)
- Tara Karsian (VF : Catherine Artigala) : la médecin légiste (épisode 1)
- Elpidia Carrillo (VF : Joëlle Fossier) : Mercedes O'Keefe (épisode 2)
- Judith Hoag : Sandra Boatwright (épisode 2)
- Dylan Minnette (VF : Alexandre Nguyen) : Frankie O'Keefe (épisode 2)
- Eric Stonestreet : Malcolm Boatwright (épisode 2)
- Owen Beckman (VF : Ludovic Baugin) : Andy (épisode 3)
- Brando Eaton (VF : Geoffrey Vigier) : Danny Kurtik (épisode 3)
- Jamie McShane (VF : Lionel Tua) : Jack Tanner (épisode 3)
- Michelle Page (en) (VF : Jessica Monceau) : Hope (épisode 3)
- Will Rothhaar (en) (VF : Vincent de Bouard) : Win (épisode 3)
- Hayley Chase (en) (VF : Charlyne Pestel) : Darlene Pappas (épisode 3)
- John Lacy : Kyle Rayburn (épisode 3)
- J. F. Pryor (VF : Axel Kiener) : Philip « Flipper » Handler (épisode 3)
- Brett Cullen (VF : Jean Barney) : Dane Kurtik (épisode 3)
- Kaylin Stewart : Lisa Tanner (épisode 3)
- Katie Gill : Christine Tanner (épisode 3 - non créditée)
- Angela Sarafyan : Adrianna Jonovic (épisode 4)
- Bryce Johnson : Ranger Kyle (épisode 5)
- Andrea Parker (VF : Françoise Rigal) : Ann Meier (épisode 6)
- J. R. Bourne (VF : Philippe Valmont) : Jeremy Hale (épisode 7)
- Noel Fisher (VF : Adrien Solis) : Travis Tennant (épisode 7)
- Ashley Johnson : Clara Tennant (épisode 7)
- Brad Rowe (VF : Éric Aubrahn) : lieutenant Marco Francis (épisode 7)
- Leslie Hope (VF : Véronique Augereau) : Kristina Frye (épisode 7)
- Lisa Hampton : Connie Adams (épisode 7)
- Nancy Stafford : Rosemary Tennant (épisode 7)
- John Aylward (VF : Michel Bedetti), épisode Du rouge à l'âme : Pr Stutzer
- Mark Damon Espinoza (VF : Marc Saez), épisode Du rouge à l'âme : Ed MacVicar
- Sarah Lafleur (VF : Laurence Bréheret), épisode Du rouge à l'âme : Emily Nelson
- Lawrence Pressman (VF : Michel Ruhl), épisode Du rouge à l'âme : le chancelier Stern
- Elisabeth Röhm (VF : Dominique Vallée), épisode Du rouge à l'âme : Sophie Miller
- Mark Hengst, épisode Du rouge à l'âme : Alex Maxwell
- Jonathan Spencer, épisode Du rouge à l'âme : Howie
- Deborah Ann Woll, épisode Du rouge à l'âme : Kerry Sheehan
- Todd Stashwick (VF : Patrick Borg) : Jared Renfrew (épisode 11)
- Sebastian Roché : Shirali Arlov (épisode 13)
- Marco Sanchez : Frank Schiappa (épisode 13)
- Darby Stanchfield : Stevie Caid (épisode 13)
- Sasha Roiz (VF : Grégory Sengelin) : Keith Wolcott (épisode 14)
- Alona Tal (VF : Marie Giraudon) : Natalie Eddrow (épisode 14)
- Yancey Arias (VF : Arnaud Arbessier) : Victor Marquesa (épisode 15)
- Myndy Crist (VF : Sandra Valentin) : Jessie Skelling (épisode 17)
- Rodney Eastman (VF : Rémi Bichet) : Lee Skelling (épisode 17)
- Patrick Fabian (VF : Guy Chapellier) : Rand Faulk (épisode 17)
- Jaime Murray (VF : Marion Valantine) : Nadia Sobell (épisode 17)
- Muse Watson (VF : Bruno Carna) : Jake Cooby (épisode 17)

## Liste des épisodes
1. John le Rouge
2. La vie en rousse
3. Sable rouge
4. La Veuve rouge
5. Promenons-nous dans les bois
6. Impair, rouge et manque
7. Voyant rouge
8. Le fil rouge
9. Rouge flamme
10. Du rouge à l’âme
11. Les Amis de John le Rouge
12. Magie rouge et noire
13. D’un art à l’autre
14. Rouge de désir
15. Petit cercle entre amies
16. Jane voit noir
17. Séminaire rouge sang
18. Meurtre sous hypnose
19. Héroïne de mère en fille
20. Sous haute protection
21. La confiance règne
22. Frères de sang
23. Sur les traces de John le Rouge

### Épisode 1:John le Rouge
- Canada : 22 septembre 2008 sur /A\[1]
- États-Unis : 23 septembre 2008 sur CBS [2],[3]
- Belgique : 9 mai 2009 sur Be Séries
- France :
  - 20 avril 2009 sur TPS Star
  - 6 janvier 2010 sur TF1 [4]
- Suisse : 2 septembre 2009 sur TSR1
- Italie[5] :
- Québec : 31 août 2009 sur V

- États-Unis : 15,6 millions de téléspectateurs[6] (première diffusion)
- France : 9,7 millions de téléspectateurs (première diffusion)

- Lana Asanin : Kelly
- Steven Culp : Morgan Tolliver
- Tim Guinee : Tag Randolph
- Michael Holden : avocat
- Zeljko Ivanek : Dr Linus Wagner
- Tara Karsian : médecin légiste
- Mark Llewelyn : inspecteur de la police criminelle
- Angela Martinez : journaliste
- Mandy McMillian : Jenny
- David Morin : capitaine de la police de LA
- Jeffrey Nordling : Price Randolph
- Gail O'Grady : Juniper Tolliver
- Jack Plotnick : Brett Partridge
- Mary Alexandra Stiefvater : Alison Randolph
- Shaun Toub : Michael Moradi

### Épisode 2:La Vie en rousse
- États-Unis : 30 septembre 2008 sur CBS
- Belgique : 9 mai 2009 sur Be Séries
- France :
  - 20 avril 2009 sur TPS Star
  - 20 janvier 2010 sur TF1
- Suisse : 2 septembre 2009 sur TSR1
- Québec : 7 septembre 2009 sur V

- États-Unis : 15,48 millions de téléspectateurs[7] (première diffusion)
- France : 7,08 millions de téléspectateurs (première diffusion)

- Xander Berkeley : Shérif Thomas McAllister
- John Bishop : Joe O'Keefe
- Jillian Bowen : Melanie O'Keefe
- Elpidia Carrillo : Mercedes O'Keefe
- Dylan Minnette : Frankie O'Keefe
- Sharmila Devar : Meera
- Todd Felix : Randall
- Sarah Hernandez : Raquel Garcia
- Judith Hoag : Sandra Boatwright
- Douglas Spain : Hector Ramirez
- Eric Stonestreet : Malcolm Boatwright

### Épisode 3:Sable rouge
- États-Unis : 14 octobre 2008 sur CBS
- Belgique : 16 mai 2009 sur Be Séries
- France :
  - 27 avril 2009 sur TPS Star
  - 13 janvier 2010 sur TF1
- Suisse : 2 septembre 2009 sur TSR1
- Québec : 14 septembre 2009 sur V

- États-Unis : 14,94 millions de téléspectateurs[8] (première diffusion)
- France : 6,97 millions de téléspectateurs (première diffusion)

- Owen Beckman : Andy
- Brando Eaton : Danny Kurtik
- Jamie McShane : Jack Tanner
- Michelle Page : Hope
- Will Rothhaar : Win
- Hayley Chase : Darlene Pappas
- John Lacy : Kyle Rayburn
- Jf Pryor : 'Flipper' / Philip Handler
- Brett Cullen : Dane Kurtik

### Épisode 4:La Veuve rouge
- États-Unis : 21 octobre 2008 sur CBS
- Belgique : 16 mai 2009 sur Be Séries
- France :
  - 27 avril 2009 sur TPS Star
  - 13 janvier 2010 sur TF1
- Suisse : 9 septembre 2009 sur TSR1
- Québec : 21 septembre 2009 sur V

- États-Unis : 15,28 millions de téléspectateurs[9] (première diffusion)
- France : 8,14 millions de téléspectateurs (première diffusion)

- Lisa Brenner : Jennifer Sands
- Denise Dowse  : Detective Carla Mulvey
- David Newsom (en) : Michael Bennett
- Reynaldo Rosales : Dieter Webb
- Angela Sarafyan : Adrianna Jonovic
- Gregory Itzin : Virgil Minelli
- Mike Grief : Bailiff
- Jade Pettyjohn : Julie Sands

### Épisode 5:Promenons-nous dans les bois
- États-Unis : 28 octobre 2008 sur CBS
- Belgique : 23 mai 2009 sur Be Séries
- France :
  - 4 mai 2009 sur TPS Star
  - 6 janvier 2010 sur TF1
- Suisse : 9 septembre 2009 sur TSR1
- Québec : 28 septembre 2009 sur V

- États-Unis : 16,07 millions de téléspectateurs[10] (première diffusion)
- France : 8,77 millions de téléspectateurs (première diffusion)

- W. Earl Brown : Rulon Farnes
- Shelby Fenner : Nicole Gilbert
- Bryce Johnson : Ranger Kyle
- Rif Hutton : docteur
- Lily Knight : Leslie Palmer
- Pepper Sweeney : Deputy Parker
- Chad Todhunter : Jason O'Toole
- Tom Virtue : George Palmer
- Michael O'Neill : shérif Nelson
- Isabella Acres : Charlotte Anne Jane, fille

### Épisode 6:Impair, rouge et manque
- États-Unis : 11 novembre 2008 sur CBS
- Belgique : 23 mai 2009 sur Be Séries
- France :
  - 4 mai 2009 sur TPS Star
  - 27 janvier 2010 sur TF1
- Suisse : 9 septembre 2009 sur TSR1
- Québec : 5 octobre 2009 sur V

- États-Unis : 16,57 millions de téléspectateurs[11] (première diffusion)
- France : 6,79 millions de téléspectateurs (première diffusion)

- Lance Barber : Daniel Cardeira
- Andrea Parker : Ann Meier
- Maite Schwartz : Jessica Meier-Cardeira
- Gwendoline Yeo : Alexandra Yee
- William Allen Young : Matt Etienne
- Gregg Henry : Cal Trask
- Anna Maganini : Nurse
- Stuart McLean : Freddy
- Kimberly Patterson : Nancy
- Robb Skyler : Jolly Dealer

### Épisode 7:Voyant rouge
- États-Unis : 18 novembre 2008 sur CBS
- Belgique : 30 mai 2009 sur Be Séries
- France :
  - 11 mai 2009 sur TPS Star
  - 6 janvier 2010 sur TF1
- Suisse : 16 septembre 2009 sur TSR1
- Québec : 12 octobre 2009 sur V

- États-Unis : 15,84 millions de téléspectateurs[12] (première diffusion)
- France : 7,32 millions de téléspectateurs (première diffusion)

- JR Bourne : Jeremy Hale
- Noel Fisher : Travis Tennant
- Ashley Johnson : Clara Tennant
- Brad Rowe : Det. Marco Francis
- Austin Tichenor : High Class Lawyer
- Leslie Hope : Kristina Frye
- Lisa Hampton : Connie Adams
- Nancy Stafford : Rosemary Tennant

### Épisode 8:Le fil rouge
- États-Unis : 25 novembre 2008 sur CBS
- Belgique : 30 mai 2009 sur Be Séries
- France :
  - 11 mai 2009 sur TPS Star
  - 20 janvier 2010 sur TF1
- Suisse : 16 septembre 2009 sur TSR1
- Québec : 19 octobre 2009 sur V

- États-Unis : 15,93 millions de téléspectateurs[13] (première diffusion)
- France : 8,25 millions de téléspectateurs (première diffusion)

- Julian Acosta : Steve Preciado
- Steve Braun : Sam Blakely
- Kate McNeil : Katherine Blakely
- Mark Rolston : Detective Dale Blakely
- Tamara Clatterbuck : Lacey Wells
- Bradford Tatum : Rick Carris
- Bevin Hamilton : Patricia Matigan
- Dustin Cyril Robles : Manager

### Épisode 9:Rouge flamme
- États-Unis : 2 décembre 2008 sur CBS
- Belgique : 6 juin 2009 sur Be Séries
- France :
  - 18 mai 2009 sur TPS Star
  - 20 janvier 2010 sur TF1
- Suisse : 16 septembre 2009 sur TSR1
- Québec : 26 octobre 2009 sur V

- États-Unis : 18,74 millions de téléspectateurs[14] (première diffusion)
- France : 8,36 millions de téléspectateurs (première diffusion)

- Joel Bissonnette (en) : Mitchell Reese
- Frederick Koehler : Tommy Olds
- Marcella Lentz-Pope : Maddy Garcia
- Chris William Martin : Police Chief Trey Piller
- Danny Nucci : Ben Machado
- Cheryl White : Susan Garcia

### Épisode 10:Du rouge à l'âme
- États-Unis : 16 décembre 2008 sur CBS
- Belgique : 6 juin 2009 sur Be Séries
- France :
  - 18 mai 2009 sur TPS Star
  - 27 janvier 2010 sur TF1
- Suisse : 23 septembre 2009 sur TSR1
- Québec : 2 novembre 2009 sur V

- États-Unis : 19,31 millions de téléspectateurs[15] (première diffusion)
- France : 8,08 millions de téléspectateurs (première diffusion)

- John Aylward : Pr Stutzer
- Mark Espinoza : Ed MacVicar
- Sarah Lafleur : Emily Nelson
- Lawrence Pressman : chancellor Stern
- Elisabeth Röhm : Sophie Miller
- Deborah Ann Woll : Kerry Sheehan
- James Di Giacomo : jeune policier
- Anise Fuller : étudiante #2
- Jack Harding : médecin légiste
- Mark Hengst : Alex Nelson

### Épisode 11:Les amis de John le Rouge
- Canada : 4 janvier 2009 sur CTV[16]
- États-Unis : 6 janvier 2009 sur CBS
- Belgique : 13 juin 2009 sur Be Séries
- France :
  - 25 mai 2009 sur TPS Star
  - 27 janvier 2010 sur TF1
- Suisse : 23 septembre 2009 sur TSR1
- Québec : 9 novembre 2009 sur V

- États-Unis : 19,62 millions de téléspectateurs[17] (première diffusion)
- France : 8,34 millions de téléspectateurs (première diffusion)

- Charlotte Cornwell : Muriel Renfrew
- Gabriel Olds : Gardner Renfrew
- Todd Stashwick : Jared Renfrew
- Kathleen Gati : Mariska Kopecki / Vanna Clooney
- Corey Mendell Parker : policier
- Olivia Hardt : Undine Kopecki
- Danielle Langlois : Breck Renfrew
- David Loren : jeune avocat
- Matt Sigloch : SWAT Guy

### Épisode 12:Magie rouge et noire
- États-Unis : 13 janvier 2009 sur CBS
- Belgique : 13 juin 2009 sur Be Séries
- France :
  - 25 mai 2009 sur TPS Star
  - 3 février 2010 sur TF1
- Suisse : 23 septembre 2009 sur TSR1
- Québec : 16 novembre 2009 sur V

- États-Unis : 18,07 millions de téléspectateurs[18] (première diffusion)
- France : 9,13 millions de téléspectateurs (première diffusion)

- Spencer Garrett : Michael Elkins
- Laura Leigh Hughes : Janice Elkins
- Michael McGrady : Coach Dieter
- Colby Paul : Brad Elkins
- Azura Skye : Tamzin Dove / Sarah Jones
- L.J. Benet : Kid #1 / Clyde
- Artur Ryabets : Kid #2
- Jessie T. Usher : Daniel Brown

### Épisode 13:D'un art à l'autre
- États-Unis /  Canada : 18 janvier 2009 sur CBS / CTV
- Belgique : 20 juin 2009 sur Be Séries
- France :
  - 1er juin 2009 sur TPS Star
  - 3 février 2010 sur TF1
- Suisse : 30 septembre 2009 sur TSR1
- Québec : 23 novembre 2009 sur V

- États-Unis : 16,39 millions de téléspectateurs[18] (première diffusion)
- Canada : 912 000 téléspectateurs[19] (première diffusion)
- France : 8,02 millions de téléspectateurs (première diffusion)

- Elizabeth Dennehy : Kathryn Hawkes
- Wings Hauser : A.P. Caid
- Sebastian Roché : Shirali Arlov
- Marco Sanchez : Frank Schiappa
- Brady Smith : Rob Wallace
- Darby Stanchfield : Stevie Caid
- Tamara Knausz : Keely Duane
- Andi Matheny : Annie's Mom

### Épisode 14:Rouge de désir
- États-Unis : 10 février 2009 sur CBS
- Belgique : 20 juin 2009 sur Be Séries
- France :
  - 1er juin 2009 sur TPS Star
  - 13 janvier 2010 sur TF1
- Suisse : 30 septembre 2009 sur TSR1
- Québec : 30 novembre 2009 sur V

- États-Unis : 19,7 millions de téléspectateurs[20] (première diffusion)
- France : 8,19 millions de téléspectateurs (première diffusion)

- David Burke : Kevin Haightly
- Elon Gold : Paul Fricke
- Melinda Page Hamilton : Katie
- Sasha Roiz : Keith Wolcott
- Alona Tal : Natalie Eddrow
- Maya Goodwin : Kara
- Jacqueline Hickel : Darby
- Lori Lively : Molly
- Gina Marie May : Sara-Beth
- Alex Quijano : Attendant

### Épisode 15:Petit cercle entre amies
- Canada : 15 février 2009 sur CTV
- États-Unis : 17 février 2009 sur CBS
- Belgique : 27 juin 2009 sur Be Séries
- France :
  - 8 juin 2009 sur TPS Star
  - 10 février 2010 sur TF1
- Suisse : 30 septembre 2009 sur TSR1
- Québec : 4 janvier 2010 sur V

- États-Unis : 18,23 millions de téléspectateurs[21] (première diffusion)
- Canada : 1,155 million de téléspectateurs[22] (première diffusion)
- France : 9,23 millions de téléspectateurs (première diffusion)

- Yancey Arias : Victor Marquesa
- Lisa Arturo : Jackie Shaper
- Andrea Bogart : Patience Broadbent
- Jolie Jenkins : Mandy Riljek
- Marguerite MacIntyre : Heather Prentiss
- Meera Simhan : Asra Hadami
- Michael Stoyanov : Wardell Digger Suggs
- Eamon Hunt : avocat
- Brandon Waters : Oscar Marquesa
- Mark Weiler : gangster

### Épisode 16:Jane voit noir
- Canada : 15 mars 2009 sur CTV
- États-Unis : 17 mars 2009 sur CBS
- Belgique : 27 juin 2009 sur Be Séries
- France :
  - 8 juin 2009 sur TPS Star
  - 3 février 2010 sur TF1
- Suisse : 7 octobre 2009 sur TSR1
- Québec : 11 janvier 2010 sur V

- États-Unis : 15,49 millions de téléspectateurs[23] (première diffusion)
- Canada : 1,118 million de téléspectateurs[24] (première diffusion)
- France : 9,14 millions de téléspectateurs (première diffusion)

- Gene Farber : Dan Hollenbeck
- H. Richard Greene : Robert Lynch
- Tamlyn Tomita : Lauri Medina
- Rick Worthy : Terry Andrews
- Robyn Cohen : Jill Lamont
- Rebecca Metz : Carol Gentry
- Marisol Ramirez : Dr Fuller
- Mark Daviau : Club Kid
- Lon Gowan : Tommy

### Épisode 17:Séminaire rouge sang
- États-Unis : 24 mars 2009 sur CBS
- Belgique : 4 juillet 2009 sur Be Séries
- France :
  - 15 juin 2009 sur TPS Star
  - 10 février 2010 sur TF1
- Suisse : 7 octobre 2009 sur TSR1
- Québec : 18 janvier 2010 sur V

- États-Unis : 17,62 millions de téléspectateurs[25] (première diffusion)
- France : 8,83 millions de téléspectateurs (première diffusion)

- Susan Chuang : Joyce Tran
- Myndy Crist : Jessie Skelling
- Rodney Eastman : Lee Skelling
- Patrick Fabian : Rand Faulk
- Scott Klace : Mike Spruell
- Scott Lawrence : De Shaun Braemer
- Adam Lieberman : démineur
- Peter Mackenzie : Holman Perry
- Jaime Murray : Nadia Sobell
- Muse Watson : Jake Cooby

### Épisode 18:Meurtre sous hypnose
- États-Unis : 31 mars 2009 sur CBS
- Belgique : 4 juillet 2009 sur Be Séries
- France :
  - 15 juin 2009 sur TPS Star
  - 10 février 2010 sur TF1
- Suisse : 7 octobre 2009 sur TSR1
- Québec : 25 janvier 2010 sur V

- États-Unis : 16,96 millions de téléspectateurs[26] (première diffusion)
- France : 7,49 millions de téléspectateurs (première diffusion)

- Bodhi Elfman : Rick Tiegler
- Wynn Everett (en) : Lindsay
- Alastair Mackenzie : Dr Royston Daniel
- Chris Tallman : Carl Resnick
- Cheyenne Wilbur : Mike

### Épisode 19:Héroïne de mère en fille
- Canada : 5 avril 2009 sur CTV
- États-Unis : 7 avril 2009 sur CBS
- Belgique : 11 juillet 2009 sur Be Séries
- France :
  - 22 juin 2009 sur TPS Star
  - 17 février 2010 sur TF1
- Suisse : 14 octobre 2009 sur TSR1
- Québec : 1er février 2010 sur V

- États-Unis : 16,92 millions de téléspectateurs[27] (première diffusion)
- Canada : 1,418 million de téléspectateurs[28] (première diffusion)
- France : 9,06 millions de téléspectateurs (première diffusion)

- Cameron Dye : Freddie Rossini
- Sarah Foret : Sydney Hanson
- Marcus Giamatti : Gabriel Fanning
- Rebecca Rigg : Felicia Scott
- Nicholle Tom : Marilyn Monroe / Yolanda Quinn
- Michael Trevino : Brandon Fulton
- Matt Winston : Mitch Cavanaugh
- Blake Berris : Rowan / Geoff
- Cheyenne Jackson : Uniformed Police Officer
- Chris Tallman : Carl Resnick
- Jake Dogias : Marcus Klein
- Elizabeth Hirsch-Tauber : amie de Sydney
- Ravil Isyanov : Charlie Chaplin / Victor
- Sean McClay : CSI Man

### Épisode 20:Sous haute protection
- Canada : 26 avril 2009 sur CTV
- États-Unis : 28 avril 2009 sur CBS
- Belgique : 11 juillet 2009 sur Be Séries
- France :
  - 22 juin 2009 sur TPS Star
  - 17 février 2010 sur TF1
- Suisse : 14 octobre 2009 sur TSR1
- Québec : 8 février 2010 sur V

- États-Unis : 17,11 millions de téléspectateurs[29] (première diffusion)
- Canada : 1,288 million de téléspectateurs[30] (première diffusion)
- France : 9,32 millions de téléspectateurs (première diffusion)

- Frankie Ingrassia : Gina
- Jack Kehler : Playland Owner
- Dan Lauria : Battaglia
- Fredric Lehne : Exley
- Tembi Locke : Marshal Christie Knox
- Andy Mackenzie : Tiny
- Chris J. Nelson : Putt-Putt
- Rebecca Rigg : une femme (non créditée)
- Jack Betts : Other Mobster
- Brendon Hale Eggersen : Midget Thug
- Preston James Hillier : Sacramento PD

### Épisode 22:Frères de sang
- Canada : 10 mai 2009 sur CTV
- États-Unis : 12 mai 2009 sur CBS
- Belgique : 18 juillet 2009 sur Be Séries
- France :
  - 29 juin 2009 sur TPS Star
  - 17 février 2010 sur TF1
- Suisse : 21 octobre 2009 sur TSR1
- Québec : 8 mars 2010 sur V

- États-Unis : 16,21 millions de téléspectateurs[33] (première diffusion)
- Canada : 1,235 million de téléspectateurs[34] (première diffusion)
- France : 6,91 millions de téléspectateurs (première diffusion)

- Jonathan Biggs : Orrin
- Ashley Crow : Chief Elaine Brody
- Aimee Carrero : Cassie
- Cameron Monaghan : Elliot
- Drew Osborne : Bryan
- Tony Pierce : Marshall Winston
- Clayton Rohner : Asher MacLean
- Alla Korot : Jemma Prentiss
- Keith Sellon-Wright : David Prentiss

### Épisode 23:Sur la piste de John le Rouge
- États-Unis /  Canada : 19 mai 2009 sur CBS / CTV
- Belgique : 18 juillet 2009 sur Be Séries
- France :
  - 29 juin 2009 sur TPS Star
  - 24 février 2010 sur TF1
- Suisse : 21 octobre 2009 sur TSR1
- Québec : 15 mars 2010 sur V

- États-Unis : 16,82 millions de téléspectateurs[35] (première diffusion)
- France : 9,5 millions de téléspectateurs (première diffusion)

- Michael William Freeman : Morgan Gutherie
- Michael Mosley : Sheriff Hardy/ Dumar Tanner
- Geoff Pierson : Noah Plaskett
- Kate Vernon : Arden Plaskett
- Sally Ann Brooks : Frankel Fogarty
- Christopher Darga : Store Keeper
- Freda Foh Shen : Korean Store Owner
- Alicia Witt : Rosalind Harker
- Xander Berkeley : Sheriff Thomas McAllister